# Пасгода (підрозділ окружного секретаріату)
Підрозділ окружного секретаріату Пасгода — підрозділ окружного секретаріату округу Матара, Південна провінція, Шрі-Ланка. Головне місто - Пасгода. Складається з 43 Грама Ніладхарі.

## Демографія
| Кількість Грама Ніладхарі | Площа (км2) | Населення (2012) | Населення (2012) | Населення (2012)  | Населення (2012) | Населення (2012) | Населення (2012) | Густота населення (/км2) |
| Кількість Грама Ніладхарі | Площа (км2) | Сингали          | Ларакалла        | Ланкійські таміли | Індійські таміли | Інші             | Всього           | Густота населення (/км2) |
| ------------------------- | ----------- | ---------------- | ---------------- | ----------------- | ---------------- | ---------------- | ---------------- | ------------------------ |
| 43                        | 148,2       | 57,224           | 2                | 347               | 1,289            | 7                | 59,285           | 404                      |